# Euaresta sinensis
Euaresta sinensis es una especie de insecto del género Euaresta de la familia Tephritidae del orden Diptera.

## Historia
Hendel la describió científicamente por primera vez en el año 1927.